# Herb gminy Podedwórze
Herb gminy Podedwórze – jeden z symboli gminy Podedwórze.

## Wygląd i symbolika
Herb przedstawia na tarczy w polu czerwonym srebrną bramę, a pod nią i po jej obu stronach trzy srebrne krzyże. 